# Pediobius
Pediobius är ett släkte av steklar som beskrevs av Walker 1846. Pediobius ingår i familjen finglanssteklar.

## Dottertaxa tillPediobius, i alfabetisk ordning[1][2]
- Pediobius acraconae
- Pediobius adelphae
- Pediobius aeneus
- Pediobius africanus
- Pediobius afronigripes
- Pediobius agaristae
- Pediobius alaspharus
- Pediobius albipes
- Pediobius alcaeus
- Pediobius alpinus
- Pediobius amaurocoelus
- Pediobius anastati
- Pediobius angustifrons
- Pediobius anomalus
- Pediobius antennalis
- Pediobius antiopa
- Pediobius aphidiphagus
- Pediobius arcuatus
- Pediobius aspidomorphae
- Pediobius atamiensis
- Pediobius balyanae
- Pediobius bethylicidus
- Pediobius bhimtalensis
- Pediobius bifoveolatus
- Pediobius brachycerus
- Pediobius braconiphagus
- Pediobius bruchicida
- Pediobius bucculatricis
- Pediobius caelatus
- Pediobius calamagrostidis
- Pediobius carinatiscutum
- Pediobius carinifer
- Pediobius cariniscutum
- Pediobius cassidae
- Pediobius chalybs
- Pediobius chilaspidis
- Pediobius chloropidis
- Pediobius claridgei
- Pediobius claviger
- Pediobius clinognathus
- Pediobius clita
- Pediobius concoloripes
- Pediobius coxalis
- Pediobius crassicornis
- Pediobius crocidophorae
- Pediobius cuneatus
- Pediobius cusucoensis
- Pediobius cyaneus
- Pediobius cydiae
- Pediobius dactylicola
- Pediobius dendroleontis
- Pediobius deplagastrus
- Pediobius deplanatus
- Pediobius derroni
- Pediobius deschampsiae
- Pediobius dipterae
- Pediobius disparis
- Pediobius dolichops
- Pediobius elasmi
- Pediobius ellia
- Pediobius epeus
- Pediobius epigonus
- Pediobius erdoesi
- Pediobius erionotae
- Pediobius erosus
- Pediobius erugatus
- Pediobius eubius
- Pediobius facialis
- Pediobius fastigatus
- Pediobius festucae
- Pediobius flavicrus
- Pediobius flaviscapus
- Pediobius foliorum
- Pediobius foveolatus
- Pediobius fraternus
- Pediobius fujianensis
- Pediobius fulvipes
- Pediobius furvus
- Pediobius geshnae
- Pediobius grisescens
- Pediobius grunini
- Pediobius hallami
- Pediobius hirtellus
- Pediobius homoeus
- Pediobius illiberidis
- Pediobius illustris
- Pediobius imbreus
- Pediobius incertulus
- Pediobius indicus
- Pediobius inexpectatus
- Pediobius irregularis
- Pediobius italicus
- Pediobius iwatai
- Pediobius kalpetticus
- Pediobius koebelei
- Pediobius laticeps
- Pediobius latipes
- Pediobius liocephalatus
- Pediobius lonchaeae
- Pediobius longicornis
- Pediobius longisetosus
- Pediobius louisianae
- Pediobius lysis
- Pediobius madas
- Pediobius maduraiensis
- Pediobius magniclavatus
- Pediobius magnicornis
- Pediobius marjoriae
- Pediobius metallicus
- Pediobius micans
- Pediobius minimus
- Pediobius mitsukurii
- Pediobius modestus
- Pediobius moldavicus
- Pediobius multisetis
- Pediobius narangae
- Pediobius neavei
- Pediobius ni
- Pediobius niger
- Pediobius nigeriensis
- Pediobius nigritarsis
- Pediobius nigriviridis
- Pediobius nishidai
- Pediobius nympha
- Pediobius obscurellus
- Pediobius obscurus
- Pediobius occipitalis
- Pediobius ocellatus
- Pediobius oidematus
- Pediobius oophagus
- Pediobius orientalis
- Pediobius oviventris
- Pediobius pauli
- Pediobius petiolatus
- Pediobius phalaridis
- Pediobius phragmitis
- Pediobius phyllotretae
- Pediobius planiceps
- Pediobius planiusculus
- Pediobius planiventris
- Pediobius podagrionidis
- Pediobius poeta
- Pediobius polanensis
- Pediobius polychrosis
- Pediobius praeveniens
- Pediobius pseudotsugatae
- Pediobius puertoricensis
- Pediobius pullipes
- Pediobius pyrgo
- Pediobius quadricarinatus
- Pediobius quinquecarinatus
- Pediobius regulus
- Pediobius retis
- Pediobius rhyssonotus
- Pediobius ropalidiae
- Pediobius rotundatus
- Pediobius salicifolii
- Pediobius salvus
- Pediobius saulius
- Pediobius scutilaris
- Pediobius setigerus
- Pediobius shafeei
- Pediobius silvensis
- Pediobius sinensis
- Pediobius singularis
- Pediobius smicrifrons
- Pediobius smithi
- Pediobius songshaominus
- Pediobius soror
- Pediobius stenochoreus
- Pediobius strobilicola
- Pediobius sulcatus
- Pediobius tapanticola
- Pediobius taylori
- Pediobius telenomi
- Pediobius tenuicornis
- Pediobius termerus
- Pediobius tetratomus
- Pediobius thakerei
- Pediobius thoracicus
- Pediobius thysanopterus
- Pediobius wengae
- Pediobius veternosus
- Pediobius viggianii
- Pediobius vigintiquinque
- Pediobius vignae
- Pediobius williamsoni
- Pediobius viridifrons
- Pediobius worelli
- Pediobius yunanensis
- Pediobius zurquibius